# 5807 Mshatka
5807 Mshatka este un asteroid din centura principală de asteroizi.

## Descriere
5807 Mshatka este un asteroid din centura principală de asteroizi. A fost descoperit pe 30 august 1986 la Observatorul astrofizic din Crimeea de Liudmila Cernîh. El prezintă o orbită caracterizată de o semiaxă mare de 3,05 ua, o excentricitate de 0,11 și o înclinație de 2,1° în raport cu ecliptica.